# 31ste Oscaruitreiking
De 31ste Oscaruitreiking, waarbij prijzen worden uitgereikt aan de beste prestaties in films in 1958, vond plaats op 6 april 1959 in het Pantages Theatre in Hollywood, Californië. De ceremonie werd gepresenteerd door Jerry Lewis, Mort Sahl, Tony Randall, Bob Hope, David Niven en Laurence Olivier.
De grote winnaar van de 31ste Oscaruitreiking was Gigi, met in totaal 9 nominaties en 9 Oscars.

## Winnaars

### Films
| Categorie               | Winnaar          | Regie             |
| ----------------------- | ---------------- | ----------------- |
| Beste Film              | Gigi             | Vincente Minnelli |
| Beste Buitenlandse Film | Mon oncle        | Jacques Tati      |
| Beste Documentaire      | White Wilderness | James Algar       |

### Acteurs
| Categorie                  | Winnaar       | Film            |
| -------------------------- | ------------- | --------------- |
| Beste Mannelijke Hoofdrol  | David Niven   | Separate Tables |
| Beste Vrouwelijke Hoofdrol | Susan Hayward | I Want to Live! |
| Beste Mannelijke Bijrol    | Burl Ives     | The Big Country |
| Beste Vrouwelijke Bijrol   | Wendy Hiller  | Separate Tables |

### Regie
| Categorie       | Winnaar           | Film |
| --------------- | ----------------- | ---- |
| Beste Regisseur | Vincente Minnelli | Gigi |

### Scenario
| Categorie                | Winnaar                          | Film             |
| ------------------------ | -------------------------------- | ---------------- |
| Beste Origineel Scenario | Nedrick Young Harold Jacob Smith | The Defiant Ones |
| Beste Bewerkt Scenario   | Alan Jay Lerner                  | Gigi             |

### Speciale prijzen
| Categorie                         | Winnaar           |  |
| --------------------------------- | ----------------- |  |
| Honorary Award                    | Maurice Chevalier |  |
| Irving G. Thalberg Memorial Award | Jack L. Warner    |  |